# Усть-Катунь (Бійський район)
Усть-Кату́нь (рос. Усть-Катунь) — селище у складі Бійського району Алтайського краю, Росія. Входить до складу Верх-Катунської сільської ради.

## Населення
Населення — 502 особи (2010; 508 у 2002).
Національний склад (станом на 2002 рік):
- росіяни — 99 %